# Avenida dos Aliados

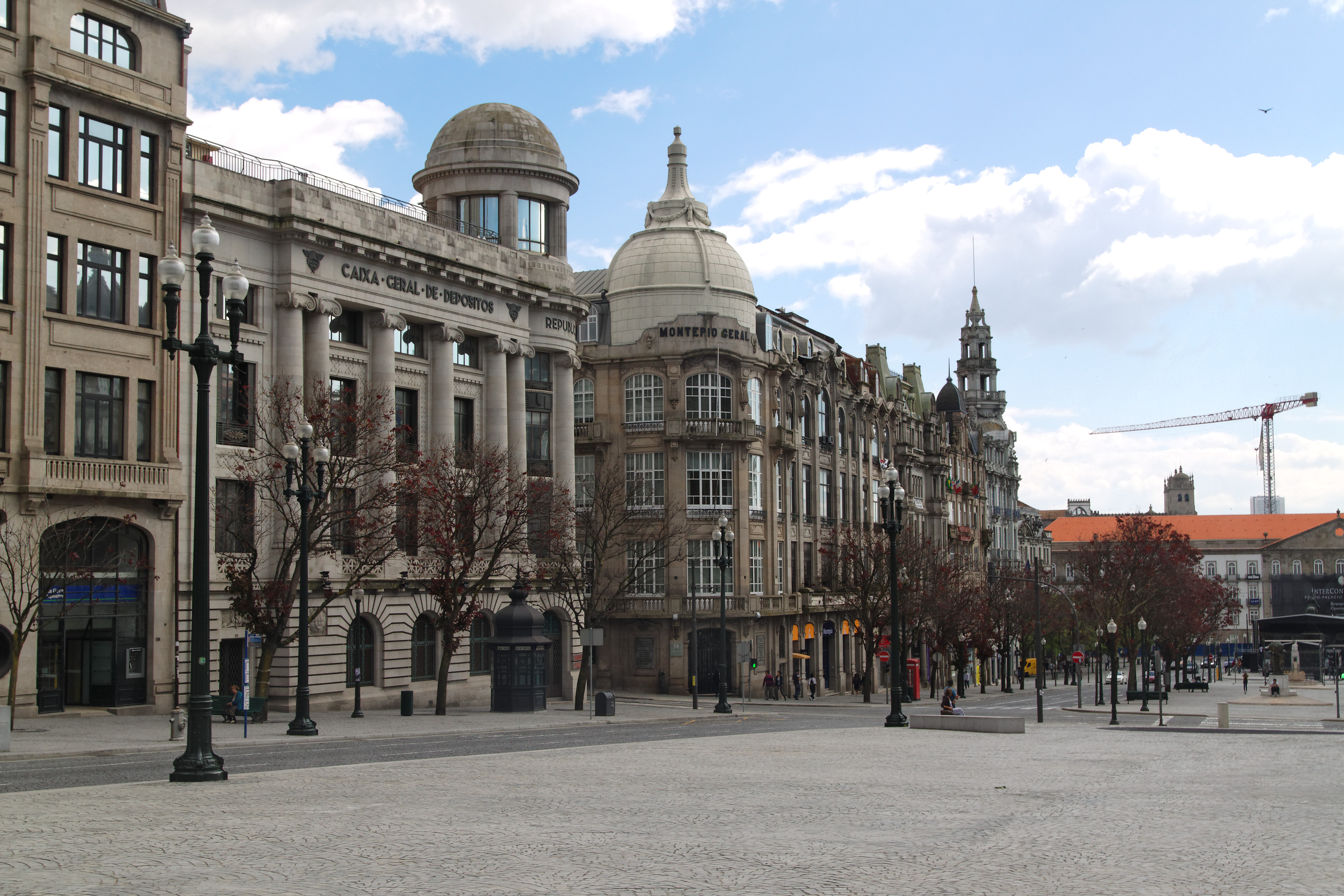
Frente nascente da Avenida dos Aliados, vista de norte

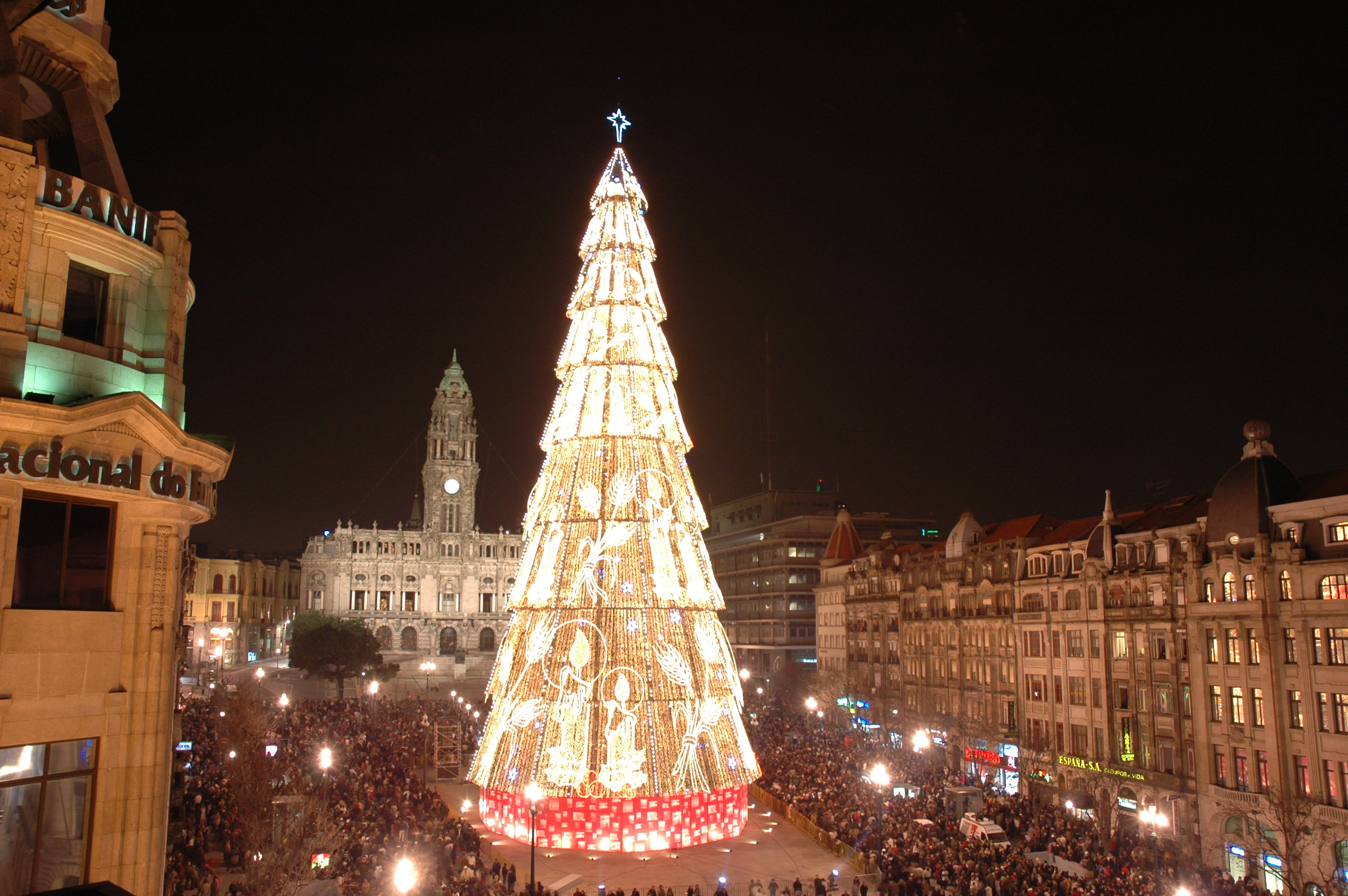
Os Aliados no Natal.

A Avenida dos Aliados é um importante arruamento na freguesia de Santo Ildefonso, na Baixa da cidade do Porto, em Portugal. Com a Praça da Liberdade e a Praça do General Humberto Delgado constitui um tecido urbano contínuo. É a principal avenida e o centro da cidade do Porto.

## Origem do nome
A avenida homenageia os países Aliados da Primeira Guerra Mundial.

## História
O projeto de construção da avenida arrancou a 1 de fevereiro de 1916. No local havia um conjunto de ruas curtas e vielas a que chamavam "os lavadouros". Para além disso, tinha duas ruas principais muito movimentadas, paralelas, entre a esquina de Sampaio Bruno e o largo da Trindade: a rua de D. Pedro e a do Laranjal.
A cerimónia do lançamento da obra, a 1 de fevereiro de 1916, contou com a presença do então Presidente da República, Bernardino Machado, e consistiu na desmontagem da "primeira pedra" do palacete barroco da Praça da Liberdade, onde, desde 1816 e até então, esteve instalada a Câmara do Porto.
Foi precisamente nesse dia que foi aprovado em reunião camarária o projeto de construção do atual edifício dos Paços do Concelho logo acima dos Aliados, como parte do plano de expansão do centro cívico da cidade elaborado pelo arquiteto inglês Barry Parker.
A estátua "A Juventude", do escultor Henrique Moreira foi instalada em 1929.
A imponência do seu conjunto arquitetónico e o seu caráter central fazem dela a "sala de visitas" da cidade, local por excelência onde os portuenses se concentram para celebrarem os momentos especiais.
Todos os edifícios são de bom granito, muitos deles coroados de lanternins, cúpulas e coruchéus. O eixo da avenida é marcado por uma ampla placa central que, até meados de 2006, era ajardinada e agora está completamente calcetada por paralelipípedos de granito. Quando foram removidos os jardins, foram também tapadas as entradas para o túnel pedonal dos Congregados.
Sensivelmente a meio da avenida, de um e outro lado, estão as duas bocas da Estação Aliados da Linha D do Metro do Porto. Foi precisamente a construção da estação que originou a completa reformulação da avenida, obra que foi entregue aos arquitetos Álvaro Siza Vieira e Eduardo Souto Moura. O projeto ficou envolvido por uma enorme contestação por, alegadamente, desvirtuar a tradição histórica e paisagística do local. Apesar de tudo, a obra — que procurava criar uma continuidade entre a Avenida e a Praça de Liberdade — foi, nas suas linhas gerais, concretizada.
Na tarde de 15 de maio de 1982, o Papa João Paulo II presidiu uma missa celebrada junto à Câmara Municipal, na Avenida dos Aliados, na sua primeira visita apostólica a Portugal.
Em 14 de maio de 2010 o Papa Bento XVI celebrou uma missa na Avenida dos Aliados onde estiveram entre 120 a 150 mil pessoas.
Ao cimo, onde se ergue o edifício da Câmara Municipal do Porto, a avenida dá lugar à Praça do General Humberto Delgado.

## Pontos de interesse
- Juventude (também conhecida como a Menina dos Aliados) e a A Abundância (Os Meninos), esculturas de Henrique Moreira, localizadas na placa central.
- Edifício da antiga companhia de seguros "A Nacional", obra de Marques da Silva, localizado do lado esquerdo quem sobe, confinando com a Praça da Liberdade.
- Novo Banco (ex-Banco Espírito Santo), no edifício do desaparecido Banco do Minho.
- Banif, no ex-edifício do matutino O Comércio do Porto - obra de Rogério de Azevedo.
- Culturgest Porto, localizado no edificio da Caixa Geral de Depósitos, edifício com uma colunata de grandes proporções encimada por um torreão cupular da autoria de Porfírio Pardal Monteiro.
- Edifício do antigo Café Imperial, atual McDonald's Imperial, considerado pelo site 9GAG como "o mais bonito do Mundo".

## Acessos
- Estação Aliados
- Linhas 22 (elétrico), 200, 201, 202, 207, 208, 300, 301, 302, 303, 304, 305, 400, 500, 501, 600, 703, 801, 900, 901, 904, 905, 906, 1M, 3M, 4M, 5M, 7M, 8M, 10M, 11M, 12M, 13M e ZM da STCP.